# Darío Villanueva
Francisco Darío Villanueva Prieto (Villalba, 5 de junio de 1950) es un teórico, filólogo, catedrático y escritor español. Es profesor emérito de la Facultad de Filología de la Universidad de Santiago de Compostela, en donde fue catedrático de Teoría de la literatura y Literatura comparada. Fue rector de la Universidad de Santiago de Compostela (1994-2002), y director de la Real Academia Española (2014-2018).
Es miembro del Colegio Libre de Eméritos desde 2022 y presidente del Patronato de la Universidad Nebrija.

## Enlaces externos

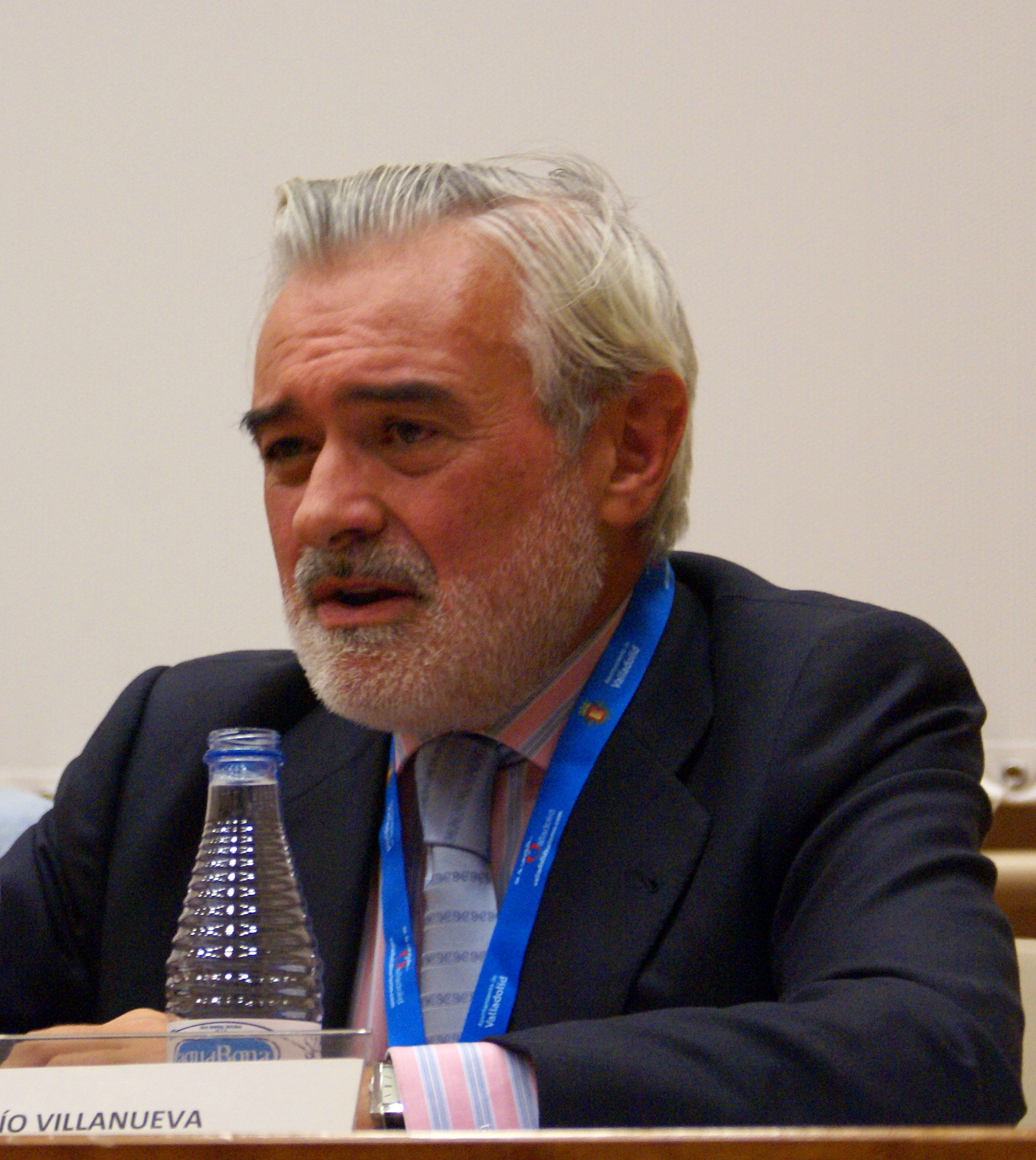
Darío Villanueva en una mesa redonda celebrada en el marco de la Seminci 2011

## Trayectoria
Hijo de asturiano y gallega, su infancia transcurrió en Luarca (Asturias), donde su padre ejercía como juez. Sus estudios de bachillerato se desarrollaron en Lugo, adonde se había traslado su familia, que desde 1970 fijó definitivamente su residencia en La Coruña.
Está casado con María Ermitas Penas Varela, catedrática de literatura española en la Universidad de Santiago de Compostela. El matrimonio tiene una hija, Beatriz (1978), licenciada en Derecho y máster en Cooperación y Acción solidaria de la Unión Europea, y un hijo, José Francisco (1984), licenciado en Dirección y Administración de Empresas.

### Universidad de Santiago de Compostela (1978-2002)
Fue secretario y posteriormente decano de la Facultad de Filología de la Universidad de Santiago de Compostela (1978-1990). En junio de 1994 se produjo su elección como rector de esta y en mayo de 1998 su reelección para un segundo y último mandato de cuatro años.
Fue profesor visitante de la Escuela española de Middlebury College en Vermont (1987); de la Universidad de Colorado en Boulder (1988 y 1993), a cuyo claustro pertenece desde 1989 en calidad de catedrático adjunto; y de la Universidad de Borgoña (Dijon) (1989-1991).
En 2020 y con motivo de su jubilación publicó el libro De los trabajos y los días. Filologías,  una especie de autobiografía personal y académica.

### Real Academia Española (2007)
En 2007 fue nombrado académico de la Real Academia Española, ocupando el sillón de la letra D. Su discurso de ingreso, leído el 8 de junio de 2008, versó sobre "El Quijote antes del cinema". En diciembre de 2009 fue nombrado secretario de dicha institución; y el 11 de diciembre de 2014 fue elegido por votación de los académicos (28 contra 5), tras la renuncia de José Manuel Blecua, trigésimo director de la Real Academia Española. Tomó posesión de su cargo el 8 de enero de 2015. Ocupó el cargo hasta 2018, siendo sustituido el 10 de enero de 2019 por el jurista Santiago Muñoz Machado.

### Otras asociaciones
Es miembro diversas asociaciones, entre las que destacan:
- Asociación Internacional de Hispanistas.
- Sociedad Española de Literatura General y Comparada, de la que es presidente de honor.
- Asociación Española de Teoría de la Literatura (ASETEL), que presidió entre 1996 y 2001.
- Sociedad Española de Semiótica
- Twentieth Century Spanish Association of America.

## Trayectoria intelectual
El título con el que Darío Villanueva se identifica es por definición generalista: filólogo. Filólogo que ha ido sucumbiendo sucesiva o simultáneamente a varias tentaciones. En la base de su trayectoria intelectual está la Semiología o Semiótica, la moderna ciencia comprehensiva de todos los fenómenos relacionados con la comunicación y la creación de referentes simbólicos. Y adicionalmente la impronta de una escuela filosófica concreta, la Fenomenología de Edmund Husserl.  
En 2021, concluida su etapa como director de la RAE y catedrático de la USC, inició con su libro Morderse la lengua. Corrección política y posverdad una trilogía ensayística concluida en 2024 con El atropello a la Razón en una línea diferente a la predominante en sus obras anteriores de teoría o crítica literaria y literatura comparada. Su preocupación primordial ha ido hacia el estudio de cómo el espíritu de época contemporáneo definido como Posmodernidad ha instaurado la quiebra de la racionalidad, herencia del pensamiento ilustrado. Es consecuencia, según sus análisis, de la deconstrucción, ariete del poshumanismo que caracteriza una sociedad líquida regida por la inteligencia emocional y por un pensamiento débil que rechaza los grandes relatos legitimadores y que asume con la posverdad el imperio de la mentira. Para ello, busca ejemplos reales de lo disparatado que puede llegar a ser el abandono de la Razón cuando esta estorba a causas como la corrección política, el negacionismo científico, las imposturas intelectuales, la nueva pedagogía que ya no tiene en cuenta el aprendizaje de los contenidos filosóficos, históricos y culturales ni la memoria y el esfuerzo, las autodeterminaciones identitarias, la deconstrucción del lenguaje, los “espacios seguros” en las universidades, la “apropiación cultural”, el “sentimentalismo tóxico”, el victimismo impostado, la denominada “cultura de la cancelación” y las pautas de comportamiento individual y social definidas con el término woke. Junto a todo ello, las exhibiciones de la estupidez humana se vuelven fácilmente virales. 
En cuanto profesor e investigador universitario en el campo de la Teoría de la Literatura y la Literatura Comparada, comenzó D. V. influido por una Narratología en la que se había introducido de la mano de Francisco Ayala, pero que enseguida se vio arropada por Wayne C. Booth y Gerard Genette. Sus primeras estancias en USA ampliaron su visión fenomenológica del “lector implícito” de la narratología con los aportes del “Reader Response Criticism”.
Como primer catedrático de aquellas disciplinas en su Universidad, pudo reunir a jóvenes investigadores que, junto con las aportaciones de Hans Robert Jauss e Itamar Even-Zohar, contribuyeron al volumen colectivo titulado en 1994 Avances en teoría de la literatura (Estética de la recepción, pragmática, teoría empírica y teoría de los polisistemas). Aprovechando la rigurosa fundamentación metodológica proporcionada por la Fenomenología de Edmund Husserl –muy pronto aplicada al campo literario, entre otros, por Roman Ingarden y los Formalistas rusos y checos de entreguerras–, se aborda la Literatura no solo como un hecho puramente discursivo o textual, sino como un sistema complejo, de índole comunicativa, en el que el texto creado por el escritor precisa para su constitución ontológica plena de la tarea cooperativa y hermenéutica de los lectores,  todo ello en el marco de determinadas convenciones y mediaciones que la sociedad impone al proceso, y que son mudables a lo largo de la Historia.
Supuestos como los mencionados eran compartidos por escuelas como la de la "Rezeptionsästhetik" de Konstanz, la "Polysystem Theory" de Tel-Aviv, la llamada "Fenomenología crítica" de Bologna, la "Empirische Literaturwissenschaft" de Bielefeld y Siegen y, en general, por la orientación pragmática de la Semiótica contemporánea. El grupo de Santiago de Compostela se nutrió de todas estas aportaciones, conservando un interés mantenido por la textualidad, que es herencia del formalismo y el estructuralismo dominantes en el paradigma de los estudios literarios desde los años treinta. Pero, igualmente, ha postulado siempre que el principio fenomenológico de la experiencia en que se basa todo conocimiento viene a justificar incontestablemente que la realidad de la literatura se fundamenta en nuestra aproximación a ella como lectores. De esta interacción entre textualidad y recepción, entre inmanencia y pragmática, surge un principio válido no solo para la investigación, sino también para la docencia universitaria de la Literatura.
Sobre estas bases, D. V. había construido sus Teorías del realismo literario a finales de los ochenta, obra vinculada también al desarrollo de la Pragmática en el esquema general de la Semiología. Entrados ya en los noventa, apareció su temprano interés por la aclimatación en España de la “Genética textual”, y la confirmación de sus aportes previos a lo que gusta denominar Filmoliteratura. El mero enunciado Imágenes de la ciudad. Poesía y cine, de Whitman a Lorca que lleva el título de su libro publicado en 2008 habla de la Literatura comparada que le ha interesado cultivar. Un Comparatismo que, tal y como proponía T. S. Eliot, considere a la literatura un territorio sin fronteras, ni lingüísticas ni espaciales, temporales o políticas; muy al contrario, rica por las múltiples moradas que a partir de la unidad y la diversidad enseñó a ver Claudio Guillén. Pero una Literatura comparada que perciba a la vez lo que Oskar Walzel acuñó en el rubro exitoso de “la iluminación recíproca de las artes”.
En ese marco filmoliterario se encuadra asimismo la incorporación del concepto de Precinema, que D. V. aplicó a El Quijote, como un aspecto más de su admiración hacia la primera de las novelas modernas a la que dedicó, desde tal perspectiva, su discurso de ingreso en la Real Academia Española. En ella encontró, además, una línea de trabajo directamente imbricada con la teoría fenomenológica y pragmática del realismo: la ficcionalidad.
Finalmente, la Real Academia Española le inspiró la apertura de nuevos senderos, lógicamente transitados a través de un vasto territorio lingüístico en el que habitan quinientos setenta millones de hispanohablantes. Nunca le había sido ajena la literatura hispanoamericana, sobre la que publicó en coautoría con J. M. Viña Liste una Trayectoria de la novela hispanoamericana actual, de 1991. Pero al amparo de la Asociación de Academias de la Lengua española (ASALE) que presidió entre 2014 y 2018 hizo sus contribuciones a ediciones conmemorativas como la de la Poesía de Gabriela Mistral, de Yo el Supremo del paraguayo Augusto Rosa Bastos, La ciudad y los perros, de Mario Vargas Llosa y Señor Presidente de Miguel Ángel Asturias.

## Cronología curricular breve
1967 Bachiller.
1972 Licenciado con grado (Premio Extraordinario) en Filosofía y Letras (Filología Románica) por la Universidad de Santiago de Compostela (USC).
1976 Doctor en Filosofía y Letras (Filología Hispánica), summa cum laude, por la Universidad Autónoma de Madrid.
1978 Profesor adjunto por oposición de Historia de la Lengua y la Literatura Española y sus relaciones con la Literatura Universal.
1978 Secretario académico de la Facultad de Filología de la Universidad de Santiago de Compostela.
1987 Catedrático por oposición de Teoría de la Literatura de la Universidad de Santiago de Compostela.
1987 Decano de la Facultad de Filología de la Universidad de Santiago de Compostela.
1994 Rector de la Universidad de Santiago de Compostela.
1998 Rector reelegido de la Universidad de Santiago de Compostela.
1998 Presidente de la Red de Bibliotecas Universitarias Españolas (REBIUN).
1998 Doctorado honoris causa por la Universidad Nacional San Luis Gonzaga de Ica, Perú.
1999 Doctor of Letters honoris causa por la Universidad de Birmingham, Reino Unido.
2000 Doctor honoris causa, Universidad de Ciencias Empresariales y Sociales de Buenos Aires, República Argentina.
2001 Doctor humane Letters, Universidad de Colorado en Boulder, Estados Unidos.
2001 Doctor honoris causa por la Universidad Ricardo Palma, de Lima, Perú.
2001 Vicepresidente de la Conferencia de Rectores de las Universidades Españolas (CRUE).
2002 Doctor honoris causa en Filosofía por la Universidad de Karlstad, Suecia.
2005 Doctorado honoris causa, Universidad Nacional de Cuyo (Mendoza, República Argentina).
2007 Académico de la Real Academia Española (sillón D).
2009 Secretario de la Real Academia Española (RAE).
2013 Secretario reelegido de la RAE.
2014 Director de la RAE.
2014 Presidente de la Asociación de Academias de la Lengua Española (ASALE).
2015 Miembro nato del Consejo de Estado.
2016 Doctor honoris causa por la Universidad Nacional Autónoma de Nicaragua.
2016 Doctor honoris causa por la Universidad de Huelva (España).
2016 Profesor honoris causa por la Universidad Técnica Particular de Loja (Ecuador).
2017 Vicepresidente del Instituto de España.
2018 Doctor honoris causa por la Universidad Pedagógica Nacional Francisco Morazán de Honduras y la Universidad Nacional Autónoma de Honduras
2018 Presidente del Instituto de España.
2020 Profesor emérito de la USC.
2022 Miembro del Colegio Libre de Eméritos.

## Obras
Ha escrito durante más de 50 años en publicaciones generalistas y especializadas, destacando su labor como crítico literario de los suplementos de ABC y El Cultural del diario El Mundo. Entre sus monografías, destacan:
- El Jarama de Sánchez Ferlosio. Su estructura y significado, 1973, Universidad de Santiago de Compostela, 167 páginas. Segunda edición corregida y revisada, Edition Reichenberger/Universidad de Santiago de Compostela, Kassel/Santiago de Compostela, 1994, 252 páginas.
- Estructura y tiempo reducido en la novela, Editorial Bello, Valencia, 1977, 356 páginas. Segunda edición revisada, Editorial Anthropos, Barcelona, 1994, 447 páginas.
- El comentario de textos narrativos: La novela, Ediciones Júcar/Ediciones Aceña, Madrid/Valladolid, 1989, 206 págs.; 2.ª. ed. rev. Ediciones Júcar, Gijón, 1992, 212 págs.; 3.ª. ed. 1995, 212 págs.; reeditado como El comentario del texto narrativo: cuento y novela, Marenostrum, 2006, 190 págs.
- El polen de ideas. Teoría, Crítica, Historia y Literatura comparada, Promociones y Publicaciones Universitarias, Barcelona, 1991, 406 páginas.
- Teorías del realismo literario, Instituto de España/Espasa-Calpe, Madrid, 1992, 231 páginas. Traducción inglesa de Mihai I. Spariosu y Santiago García-Castañón, Theories of Literary Realism, State University of New York Press, Albany, 1997, 190 páginas. Segunda edición española, corregida y aumentada, Biblioteca Nueva, Madrid, 2004, 253 páginas.
- La poética de la lectura en Quevedo, Universidad de Mánchester, 1995, vi + 46 páginas. Segunda edición, corregida y aumentada, Siruela, Madrid, 2007, 141 páginas.
- Retórica de la lectura y la comunicación periodísticas, La Voz de Galicia, La Coruña, 1995, 51 páginas.
- Discurso do Rectorado (1994-2002), Consello Social da Universidade de Santiago de Compostela, 2003, 438 páginas.
- Valle-Inclán, novelista del modernismo, Tirant lo Blanch, Valencia, 2005, 198 páginas.
- Da palabra no tempo. Estudos e ensaios de literatura, Esapiral Maior/Auliga Ensaio, La Coruña, 2007, 319 páginas.
- Imágenes de la ciudad. Poesía y cine, de Whitman a Lorca, Ensayos Literarios de la Cátedra Miguel Delibes, Universidad de Valladolid, 2008, 286 páginas. Segunda edición corregida, 2009.
- El Quijote antes del cinema. Discurso leído el 8 de junio de 2008 en su recepción pública por el Excmo. Sr. D. Darío Villanueva y contestación del Excmo. Sr. D. Pere Gimferrer, Real Academia Española, Madrid, 2008, 181 páginas.
- Las fábulas mentirosas. Lectura, realidad, ficción, Universidad Autónoma de Aguascalientes, 2008, 211 páginas.
- Después de la Galaxia Gutenberg y de la Galaxia McLuhan / After the Gutenberg Galaxy and the McLuhan Galaxy, edición bilingüe con traducción inglesa de Robert Dewey,  Society of Spanish and Spanish-American Studies, Filadelfia, 2008, 133 páginas.
- Mario Vargas Llosa: La novela como literatura / Mario Vargas Llosa: The novel as literature, Edición Bilingüe, Bilingual Edition, con traducción inglesa de Hope Doyle D'Ambrosio, Society of Spanish and Spanish-American Studies, Temple University, Filadelfia, / Adler Enterprises LLC, Cincinnati, 2011, 210 páginas.
- Imágenes de la ciudad. Poesía y cine, de Whitman a Lorca (Cátedra), Poesía y cine, de Whitman a Lorca, Ensayos Literarios de la Cátedra Miguel Delibes, Universidad de Valladolid, 2008, 286 páginas.
- Las fábulas mentirosas. Lectura, realidad, ficción, Universidad Autónoma de Aguascalientes, 2008, 211 páginas.
- Después de la Galaxia Gutenberg y de la Galaxia McLuhan / After the Gutenberg Galaxy and the McLuhan Galaxy, edición bilingüe con traducción inglesa de Robert Dewey,  Society of Spanish and Spanish-American Studies, Philadelphia, 2008, 133 páginas.
- Imágenes de la ciudad: poesía y cine, de Whitman a Lorca, Madrid, Cátedra, 2015, 253 páginas.
- Edición, introducción y notas de Camilo José Cela, La familia de Pascual Duarte, Vicens-Vives, Barcelona, 2014, LXII + 165 + 27 páginas.
- Significado y estructura de «La familia de Pascual Duarte», Vicens-Vives, Barcelona, 2014, 158 páginas. (Primera reimpresión, 2015).
- Introducing Comparative Literature. New Trends and Applications, en colaboración con César Domínguez y Haun Saussy, Routledge, London & New York, 2015, 169 páginas.
  - Traducción española: Lo que Borges enseñó a Cervantes. Introducción a la Literatura Comparada, en colaboración con César Domínguez y Haun Saussy, traducción de David Mejía, Taurus, Madrid, 2016, 283 páginas. [Traducción del anterior].
  - Traducción árabe: Taqdiym al-adab al-moqarān, itijāhāt wa tatbiyqāt jadīdah, Kwait National Council for Culture, Arts and Letters, Kuwait, 2017, 280 páginas. [Traducción de Introducing…, a cargo de Fuad Abdulmattalib].
  - Traducción farsi: Daramad-i bar Adabiat-e Tatbigi: Jariyan-han vab Karbord-haye Novin. Traducción de Introducing… al farsi (persa) con el título Una introducción a la literatura comparada (Tendencias y aplicaciones nuevas). Traductores: Masoud Farahmand (Universidad Allame Tabatabai) y Roshanak Akrami. Editor: Taghi Abdi Hajikolaie. Editorial: Entesharat Siahroud  [Publicaciones Siahroud]. Teherán. Primera edición 1399 [2020]. 271 páginas.
  - Traducción turca: Karşilaştirmali Edebiyata Giriş. Yeni Eğilimler ve Uygulamalar. Traducción de Introducing… al turco a cargo de Aytek Sever, Doğubati, Ankara, 2022, 328 páginas.
  - Traducción china: Bi jiao wen xue dao lun, por Yu Man y Pan Chao, Shanghai Foreign Language Education Press, 2023, 298 páginas.
- Les Galaxies de la Rhétorique. Les Puissants Satellites du Littéraire, traduit de l’espagnol et edité par Thierry Nallet, Casa de Velázquez, Madrid, 2018, 181 páginas.
- Corrección política, lengua y posverdad, Fundación Santillana, Madrid, 2019, 73 páginas.
- «El Quijote» antes del cinema: Filmoliteratura, Visor Libros, Madrid, 2020, 354 páginas.
- De los trabajos y los días. Filologías, Universidad de Santiago de Compostela, 2020, 341 páginas. (Primera reimpresión 2021).
- Morderse la lengua. Corrección política y posverdad, Espasa, Barcelona, marzo de 2021, 380 páginas. (Segunda edición, abril de 2021; Tercera edición, abril de 2021; Cuarta edición, mayo de 2021; Quinta edición, junio de 2021; Sexta edición, agosto de 2021; Primera edición de Editorial Planeta Mexicana bajo el sello editorial Espasa, septiembre de 2022; Primera edición en libro electrónico (epub): marzo de 2021; Primera edición de bolsillo (Colección Booket Espasa), marzo de 2022).
  - Traducción italiana: Mordersi la lingua. Correttezza política e post-verità, Gruppo      Editoriale TAB, Roma, 2023, 526 páginas. Traducción de Benedict Buono y Marilena Ceccarelli.
- El atropello a la razón, Espasa, mayo de 2024, 280 páginas.

## Premios y reconocimientos
- Insignia de Oro del Grupo Compostela de Universidades.
- Orden Nacional al Mérito de Ecuador, en grado de oficial (2001)
- Medalla Castelao (2005).
- Doctor honoris causa por 14 universidades de América, Asia y Europa, entre las que figura la Universidad Nacional de Educación a Distancia, con laudatio de José Romera Castillo (23 de enero de 2020).[4]
- Premio Francisco Umbral al Mejor Libro del Año 2021 por su obra “Morderse la lengua. Corrección política y posverdad” (Espasa, 2021)[7][8]
- Premio Otero Pedrayo (2024)